# Zuger Kirschtorte
 (janvier 2012).
Si vous disposez d'ouvrages ou d'articles de référence ou si vous connaissez des sites web de qualité traitant du thème abordé ici, merci de compléter l'article en donnant les références utiles à sa vérifiabilité et en les liant à la section « Notes et références ».

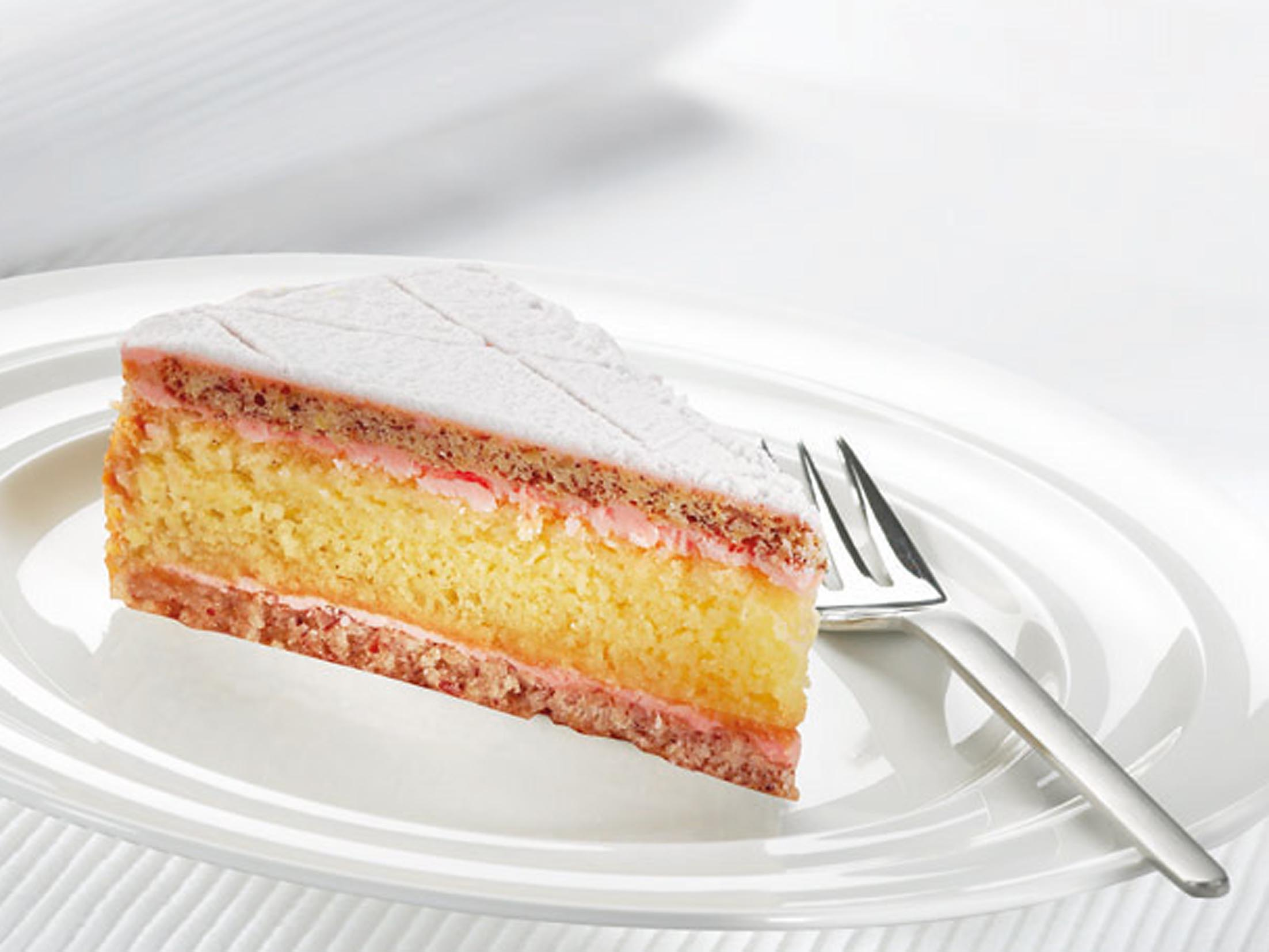
Une part de Zuger Kirschtorte.

La Zuger Kirschtorte, (tourte au kirsch de Zoug), est un gâteau originaire de Zoug en Suisse et composé de génoise, de meringue aux amandes et de crème au beurre aromatisée au kirsch. Elle est généralement recouverte d’un glaçage rose et de sucre glace.

## Histoire

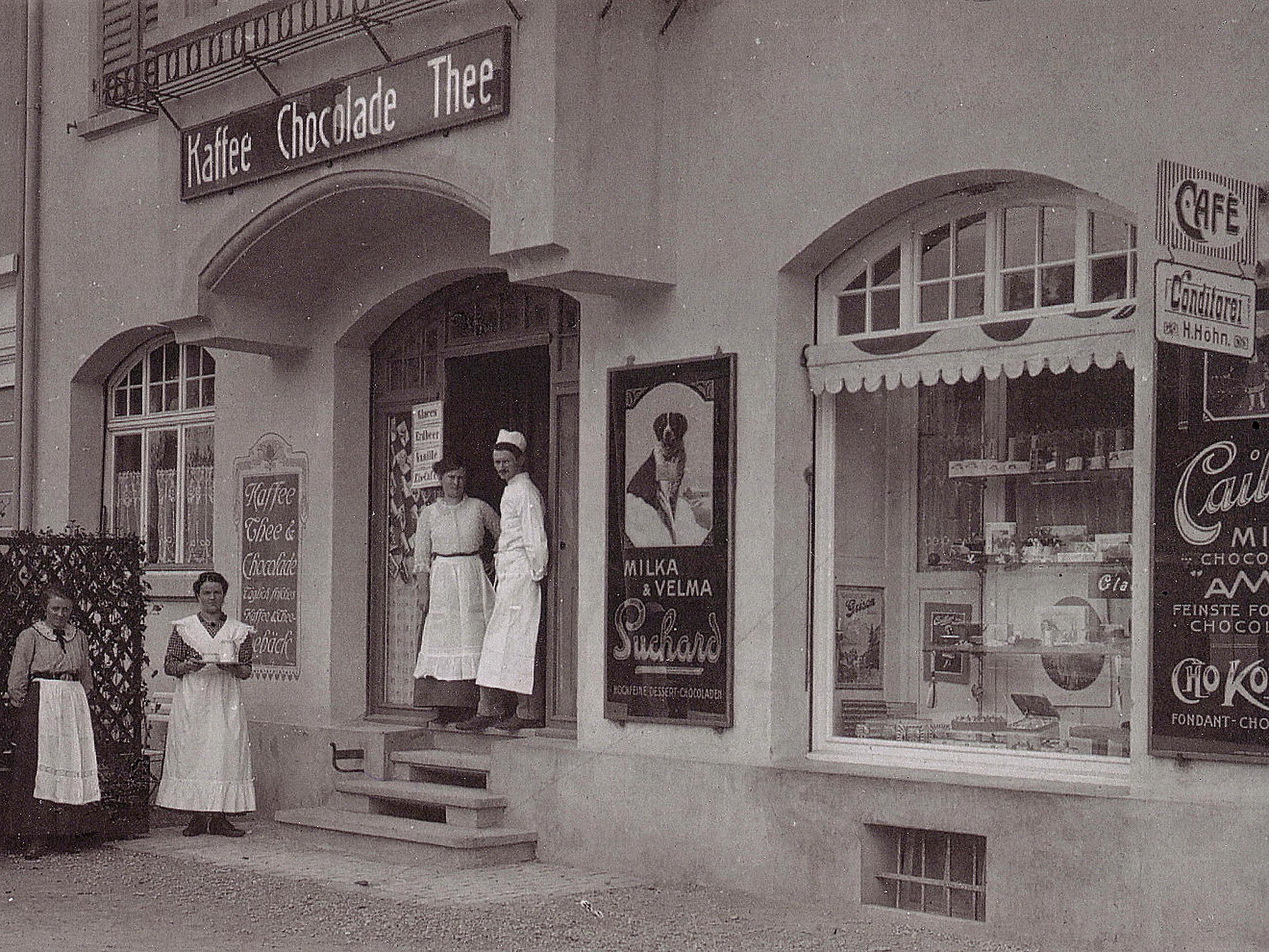
Le magasin de Heinrich Höhn en 1913-14.

Le chef pâtissier Heinrich Höhn a inventé la recette en 1921 à Zoug. Elle lui rapporta plusieurs médailles d’or, à Lucerne en 1923 et 1928 et à Londres en 1930.
Au plus fort de leur popularité, Höhn et son successeur, Jacques Treichler, en confectionnaient jusqu’à 100 000 par an. La confiserie Treichler continue à le commercialiser mais ne l’a pas déposé en tant que marque, si bien qu’il en existe plusieurs variantes.
La Zuger Kirschtorte bénéficie depuis mars 2015 d’une indication géographique protégée.